# Philus curticollis
Philus curticollis là một loài bọ cánh cứng trong họ Cerambycidae.